# Initiative populaire « Halte à la surpopulation – Oui à la préservation durable des ressources naturelles »
L'initiative populaire  « Halte à la surpopulation – Oui à la préservation durable des ressources naturelles » est une initiative populaire fédérale suisse, rejetée par le peuple et les cantons le 30 novembre 2014.

## Contenu
L'initiative propose de modifier la Constitution fédérale en y ajoutant un article 73a qui vise à faire en sorte que « la population résidant en Suisse ne dépasse pas un niveau qui soit compatible avec la préservation durable des ressources naturelles », en particulier en limitant l'accroissement migratoire de la population à 0,2 % en moyenne sur une période de 3 ans. L'article prévoit également l'affectation d'au moins 10 % des moyens attribués à la coopération internationale au développement « au financement de mesures visant à encourager la planification familiale volontaire ».
Le texte complet de l'initiative peut être consulté sur le site de la Chancellerie fédérale.

## Déroulement

### Contexte historique
C'est pendant les années 1960 que la Suisse a imposé, pour la première fois de son histoire, des limitations à l'immigration dans le pays. Tout d'abord fixé par ordonnance, le nombre annuel d'étrangers pouvant s'établir dans le pays a été déterminé dès les années 1970 par une limitation générale tout d'abord à trois niveaux puis, dès 1991, par un « système binaire d’admission », qui distinguait les pays de l'Union européenne et de l'AELE des autres pays du monde. En 1999, la libre circulation des personnes entre la Suisse et l'Union européenne est acceptée.
Dans le même temps, plusieurs initiatives populaires sont déposées pour limiter le nombre d'étrangers ou l'immigration en Suisse. Aucune d'entre elles n'a abouti, à l'exception de l'initiative populaire « Contre l'immigration de masse », acceptée en votation populaire le 9 février 2014. L'organisation écologiste Ecopop lance alors à son tour cette initiative afin de limiter la croissance de la population en Suisse qui passera, selon les initiants, de 5 à 11 millions d'habitants d'ici 2015, provoquant de nombreux problèmes parmi lesquels : « nature bétonnée, embouteillages, trains bondés, loyers à la hausse, services sociaux surchargés et pouvoir d’achat stagnant pour tous ».

### Récolte des signatures et dépôt de l'initiative
La récolte des 100 000 signatures a débuté le 3 mai 2011. L'initiative a été déposée le 2 novembre 2012 à la chancellerie fédérale qui l'a déclarée valide le 4 décembre de la même année.

### Discussions et recommandations des autorités
Le parlement et le Conseil fédéral recommandent le rejet de cette initiative. Dans son rapport aux chambres fédérales, le Conseil fédéral relève que cette initiative n'est compatible ni avec l'accord de libre circulation signé avec l'Union européenne, ni avec celui de libre-échange signé dans le cadre de l'AELE. Il affirme en outre que son acceptation « nuirait à l’économie suisse et engendrerait des charges administratives supplémentaires considérables ».
Les recommandations de vote des partis politiques sont les suivantes : 
| Parti politique              | Recommandation |
| ---------------------------- | -------------- |
| Parti bourgeois-démocratique | non            |
| Parti chrétien-social        | non            |
| Parti démocrate-chrétien     | non            |
| Parti évangélique            | non            |
| Parti socialiste             | non            |
| Vert'libéraux                | non            |
| Les Libéraux-Radicaux        | non            |
| Union démocratique du centre | non            |
| Les Verts                    | non            |

### Votation
Soumise à la votation le 30 novembre 2014, l'initiative est refusée par l'ensemble des 20 6/2 cantons et par 74,1 % des suffrages exprimés. Le tableau ci-dessous détaille les résultats par cantons :